# Garcinia pachycarpa
Garcinia pachycarpa là một loài thực vật có hoa trong họ Bứa. Loài này được (A.C.Sm.) Kosterm. mô tả khoa học đầu tiên năm 1976.